# Repúblicas de Ouro Preto e Mariana
As chamadas repúblicas de Ouro Preto e Mariana englobam as repúblicas estudantis, públicas ou particulares, localizadas nas cidades mineiras de Ouro Preto e Mariana, onde vivem mormente alunos da UFOP, a Universidade Federal de Ouro Preto. Uma pesquisa realizada em 2011 pela Associação Nacional dos Dirigentes das Instituições Federais de Ensino Superior mostrou que os alunos da UFOP, no Brasil, são os que mais admitem o consumo de bebidas alcoólicas.

## Federais
No caso das repúblicas estudantis federais (REFOP), ou seja, casas adquiridas com verba do governo federal, os estudantes têm à sua disposição uma forma de moradia peculiar, um modelo que não é visto em nenhum outro lugar do Brasil, tendo apenas uma situação análoga nas Repúblicas Estudantis de Coimbra que pertencem a Universidade de Coimbra. Trata-se de 58 repúblicas em Ouro Preto que o governo assegura a um grupo de estudantes o poder de autogestão, em que, os estudantes mantêm a moradia e cada casa tem autonomia para estabelecer seu próprio regimento interno. Grande parte delas bem como repúblicas particulares da cidade de Ouro Preto estabelecem um sistema de seleção de novos moradores conhecido como "Batalha".

## Batalha
A "Batalha de vaga" consiste em um período de avaliação dos candidatos a moradores na república pelos moradores mais antigos. Cada república tem critérios específicos de escolha dos candidatos, mas a participação nas atividades de manutenção da casa e em atividades acadêmicas e extra-acadêmicas pelos chamados "bichos" são critérios comuns à maioria das repúblicas nessa escolha. Com isso, de acordo com os próprios alunos, os estudantes conseguiriam manter esse patrimônio histórico com seu trabalho organizando eventos para arrecadação de fundos que são investidos na manutenção das repúblicas. Os alunos alegam que a universidade teria um gasto muito alto para mantê-las, perdendo poder de investimento na qualidade de ensino. Dessa maneira, os moradores acordaram com a própria universidade a autonomia de escolha de moradores dando em contrapartida manutenção dos imóveis pertencentes a ela.[carece de fontes?]

### Hierarquia
As repúblicas mantém uma hierarquia por ordem de chegada à casa. A hierarquia serve principalmente para melhor organização do grupo.
Porém, por se tratar de entidades autônomas e possuírem seu próprio regimento interno, as regras de organização, como a "Batalha" e a hierarquia sofrem variações de república para república. Há casos, por exemplo, onde as mesmas não possuem hierarquia.

## Críticas
Entretanto, a peculiar forma de organização de tais repúblicas tem mobilizado, nos últimos anos, diversas discussões sobre um possível caráter autoritário no processo de escolha da repúblicas. Fato tal, que, no ano de 2009, o Ministério Público Federal de Minas Gerais recomendou à Universidade que adotasse critérios objetivos para a escolha dos novos moradores, preferenciando o acesso a alunos carentes, já que critérios subjetivos como a chamada "batalha" não permitiria acesso integral da comunidade estudantil à moradia pública.  O fato continua em discussão, apesar de certos avanços como a proibição das "placas" nas repúblicas federais, diversas penalidades jurídicas seguem acontecendo dentro de propriedades federais, o que tem cada vez mais chamado atenção da mídia.

## Repúblicas
As repúblicas formaram uma associação em 2006, chamada Associação das Repúblicas Federais de Ouro Preto, para defenderem seus interesses comuns.
Os nomes das repúblicas foram escolhidos pelos moradores que as fundaram. 

## Sugestões de leitura
- MACHADO, Otávio Luiz. Repúblicas de Ouro Preto e Mariana: percursos e perspectivas. Olinda: Editora Livro Rápido, 2009.